# William Lubtchansky
William Lubtchansky (* 26. Oktober 1937 in Paris; † 4. Mai 2010 ebenda) war ein französischer Kameramann, ein Spezialist für einfühlsame Frauenporträts und unspektakuläre Außenseiterstoffe.

## Leben
Lubtchansky hatte seine fotografischen Studien 1959 an der École Louis-Lumière abgeschlossen und in der Folgezeit als Assistent der Kameraleute Willy Kurant (Masculin – Feminin oder: Die Kinder von Marx und Coca-Cola, Die Geschöpfe) und Andréas Winding (Seine Gefangene) gearbeitet.
Seit 1968 war er als Chefkameramann aktiv, vor allem Regisseure des Autorenfilms – allen voran: Jacques Rivette – verpflichteten den für seine nüchterne Bildstrenge gerühmten Kameramann, der sich als ambitionierter Fotograf mit einem feinen Gespür für künstlerisch austarierte Raumanordnungen erweisen sollte. Sowohl bei quälend statisch anmutenden, handlungsarmen Filmen (z. B. Die schöne Querulantin), deren Spannung einzig durch einen Blick, ein Wort oder eine flüchtige Bewegung der Protagonisten genährt wird, als auch bei großangelegten Historiendramen (z. B. Johanna, die Jungfrau), in denen eine verinnerlichte, kontemplative Form die Erzählstruktur bestimmt, statt in eine von äußeren Schauwerten festgelegten Handlungspräsentation zu verfallen, bewies Lubtchanskys ein Gefühl dafür, die den Protagonisten innewohnenden Zwänge, Spannungen und Emotionen in Bilder zu fassen und sie damit dem Betrachter sichtbar zu machen.
William Lubtchansky arbeitete, neben Rivette, auch mit weiteren wichtigen Regisseuren des französischen Kunstfilms zusammen, darunter Jean-Luc Godard, François Truffaut und Claude Berri. In den 1970er Jahren machte er sich überdies einen Namen mit seinen Pionierarbeiten im Videofilm.
1993 war er Mitglied der Jury beim Film Festival von Cannes.

## Filmografie (Auswahl)
- 1966: Die Geschöpfe (Les créatures) – Regie: Agnès Varda
- 1971: Das passiert immer nur den anderen (Ça n’arrive qu’aux autres) – Regie: Nadine Trintignant
- 1971: Der Erlöser (Le saveur) – Regie: Michel Mardore
- 1973: Warum Israel (Pourquoi Israel) – Regie: Claude Lanzmann
- 1973: Une journée bien remplie – Regie: Jean-Louis Trintignant
- 1973: Die Angst vor der Wahrheit (Défense de savoir) – Regie: Nadine Trintignant
- 1975: Le boucher, la star et l’orpheline – Regie: Jérôme Savary
- 1975: Numero 2 (Numéro deux) – Regie: Jean-Luc Godard
- 1976: Nordwestwind (Noroît) – Regie: Jacques Rivette
- 1976: Daguerreotypen – Leute aus meiner Straße (Daguerreotypes) – Regie: Agnès Varda
- 1976: Hier und anderswo (Ici et ailleurs) – Regie: Jean-Luc Godard
- 1976: Unsterbliches Duell (Duelle (une quarantaine)) – Regie: Jacques Rivette
- 1977: Jede Revolution ist ein Würfelwurf (Toute révolution est un coup de dés) – Regie: Danièle Huillet und Jean-Marie Straub
- 1978: Comment ça va? – Regie: Jean-Luc Godard und Anne-Marie Miéville
- 1980: Rette sich, wer kann (das Leben) (Sauve qui peut (la vie)) – Regie: Jean-Luc Godard
- 1981: Die Frau nebenan (La femme d’à côté) – Regie: François Truffaut
- 1981: Merry-Go-Round – Regie: Jacques Rivette
- 1981: Geheimaktion Marseille (L’ombre rouge) – Regie: Jean-Louis Comolli
- 1982: An der Nordbrücke (Le Pont du Nord) – Regie: Jacques Rivette
- 1983: Der Diamantenpoker (Balles perdues) – Regie: Jean-Louis Comolli
- 1984: Klassenverhältnisse – Regie: Danièle Huillet und Jean-Marie Straub
- 1984: Theater der Liebe (L’amour par terre) – Regie: Jacques Rivette
- 1985: Die Familienpyramide (L’été prochain) – Regie: Nadine Trintignant
- 1985: Nach der Finsternis (After Darkness) – Regie: Sergio Guerraz und Dominique Othenin-Girard
- 1985: Shoah – Regie: Claude Lanzmann
- 1986: La puritaine – Regie: Jacques Doillon
- 1987: Agent Trouble – Mord aus Versehen (Agent trouble) – Regie: Jean-Pierre Mocky
- 1988: Frequenz Mord (Fréquence meurtre) – Regie: Élisabeth Rappeneau
- 1988: Das Jadehaus (La maison de jade) – Regie: Nadine Trintignant
- 1989: Schwarze Sünde – Regie: Danièle Huillet und Jean-Marie Straub
- 1990: Der kleine Gangster (Le petit criminel) – Regie: Jacques Doillon
- 1990: Weekend für zwei (Un week-end sur deux)
- 1991: Die schöne Querulantin (La belle noiseuse) – Regie: Jacques Rivette
- 1991: Antigone – Regie: Danièle Huillet und Jean-Marie Straub
- 1992: Jagd auf Schmetterlinge (La chasse aux papillons) – Regie: Otar Iosseliani
- 1994: Johanna, die Jungfrau – 1. Der Kampf (Jeanne la Pucelle I – Les batailles), 2. Der Verrat (Jeanne la Pucelle II – Les prisons) – Regie: Jacques Rivette
- 1995: Belle Époque (TV-Mehrteiler)
- 1996: Der Schrei der Seide (Le cri de la soie) – Regie: Yvon Marciano
- 1996: Briganten Brigands (chapitre VII) – Regie: Otar Iosseliani
- 1997: Von heute auf morgen – Regie: Danièle Huillet und Jean-Marie Straub
- 1998: Sicilia! – Regie: Danièle Huillet und Jean-Marie Straub
- 1999: Marabus! (Adieu, plancher des vaches!) – Regie: Otar Iosseliani
- 1999: La débandade – Regie: Claude Berri
- 2000: Alles bestens (wir verschwinden) (Tout va bien, on s’en va)
- 2001: Va Savoir – Regie: Jacques Rivette
- 2002: Montag Morgen (Lundi matin) – Regie: Otar Iosseliani
- 2003: Kleine Wunden (Petites coupures) – Regie: Pascal Bonitzer
- 2003: Die Geschichte von Marie und Julien (Histoire de Marie et Julien) – Regie: Jacques Rivette
- 2004: Une visite au Louvre – Regie: Danièle Huillet und Jean-Marie Straub
- 2004: Genesis – Regie: Claude Nuridsany und Marie Pérennou
- 2005: Unruhestifter (Les amants réguliers) – Regie: Philippe Garrel
- 2007: Die Herzogin von Langeais (Ne touchez pas la hache) – Regie: Jacques Rivette

## Auszeichnungen
Für seine Kameraführung in Phillipe Garrells Film Les amants réguliers erhielt Lubtchansky 2005 bei den Filmfestspielen von Venedig den Osella für den besten technischen Beitrag.